# Dennis Green
Pour les articles homonymes, voir Green.
Dennis Allan Green (né le 26 mai 1931 à Sydney et mort le 5 septembre 2018) est un kayakiste australien qui a concouru de la fin des années 1950 au début des années 1970. Lors des Jeux olympiques d'été de 1956, il remporte la médaille de bronze dans l'épreuve du K-2 10 000 m.

## Palmarès

### Jeux olympiques
- Jeux olympiques de 1956 à Melbourne,  Australie
  -  Médaille de bronze en K-2 10 000 m